# Campanula retrorsa
Campanula retrorsa är en klockväxtart som beskrevs av Jacques-Julien Houtou de La Billardière. Campanula retrorsa ingår i släktet blåklockor, och familjen klockväxter. Inga underarter finns listade i Catalogue of Life.

## Bildgalleri

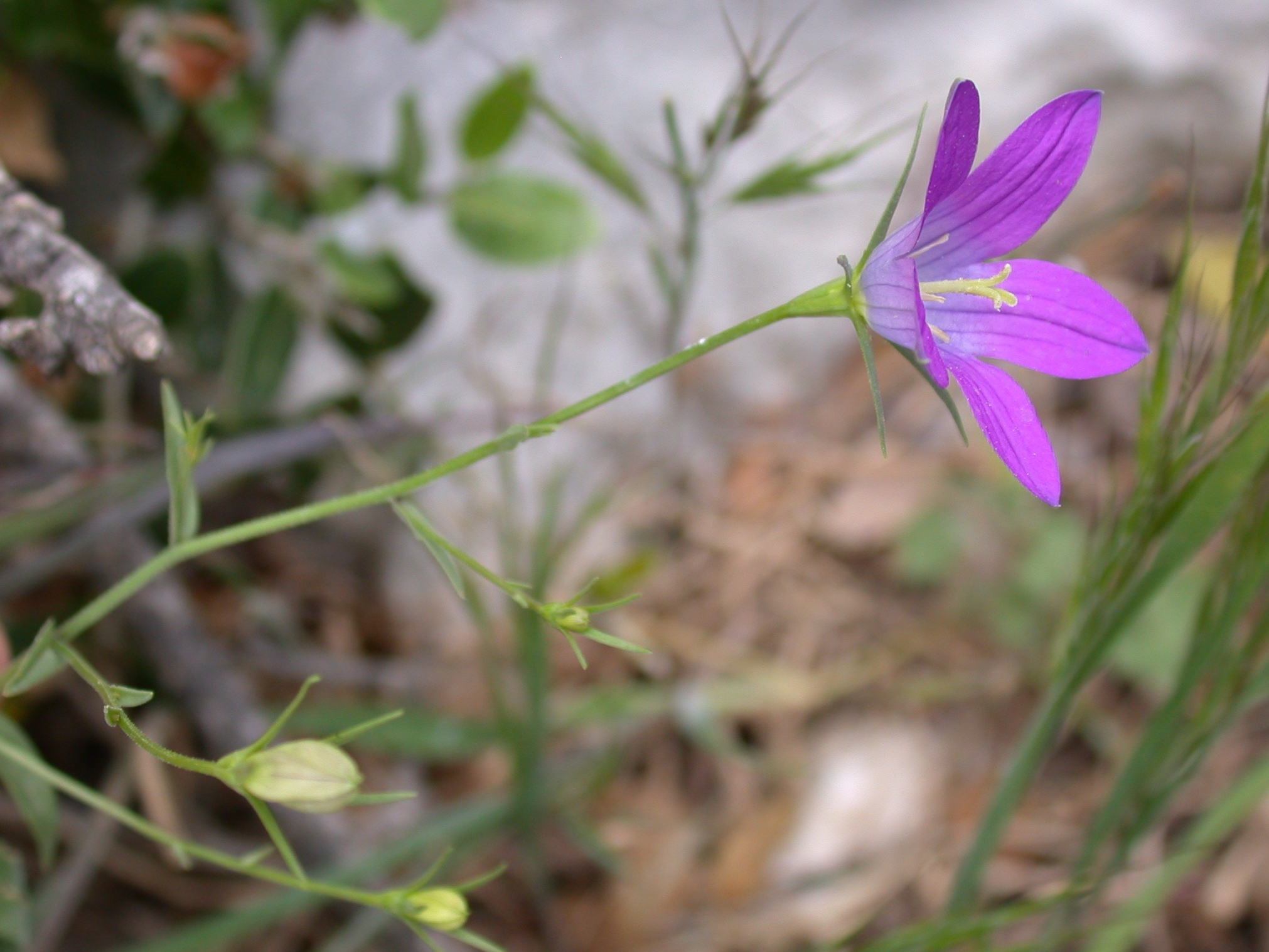